# 保護主義
保護主義（ほごしゅぎ）とは、刑法の場所的適用範囲に関する立法主義の一つで、自国または自国民の法益を侵害する犯罪に対しては犯罪地や犯人の国籍を問わず自国の刑法を適用するもの。犯罪地や犯人の国籍を問わず自国の刑法を適用するという点で世界主義に似ているが両者は法益の対象を異にする。日本の刑法では属地主義の原則を補充する形で、刑法第2条の規定で保護主義を採用して一定の犯罪について「すべての者の国外犯」として処罰している。なお、刑法第4条の公務員の国外犯の規定については属人主義の立場によるものであるとする見解と保護主義の立場によるものであるとする見解が分かれており一致していない。